# Puntarenas (provins)
 For alternative betydninger, se Puntarenas. (Se også artikler, som begynder med Puntarenas)
Puntarenas er en provins i Costa Rica. Den ligger vestligt i landet, langs Stillehavskysten, og grænser op til Panama og provinserne Guanacaste, Alajuela, San José og Limón. Provinsens administrationscentrum er byen Puntarenas. Provinsen har et areal på 11 266 km² og et indbyggertal på 410 929 (2011).
Provinsen Alajuela er inddelt i 11 kantoner.